# Talkie Walkie (album)
Pour les articles homonymes, voir Talkie walkie (homonymie).
Albums de Air
City Reading (Tre Storie Western)
(2003) Pocket Symphony
(2007)
Talkie Walkie, sorti le 26 janvier 2004, est le quatrième album du groupe de musique électronique français Air. Le titre de la 5e piste, Mike Mills, fait référence au scénariste et réalisateur Mike Mills, qui avait réalisé le design du premier album du groupe, Moon Safari, ainsi que les clips Sexy Boy et All I Need. Le morceau Alone in Kyoto est présent sur la musique du film Lost in Translation  de Sofia Coppola.
Le disque est sorti également dans une édition limitée avec un DVD de cinq titres live.

## Liste des titres
Toutes les chansons sont écrites et composées par Nicolas Godin et Jean-Benoît Dunckel.
| No  | Titre               | Durée |
| --- | ------------------- | ----- |
| 1.  | Venus               | 4:04  |
| 2.  | Cherry Blossom Girl | 3:39  |
| 3.  | Run                 | 4:12  |
| 4.  | Universal Traveler  | 4:22  |
| 5.  | Mike Mills          | 4:26  |
| 6.  | Surfing on a Rocket | 3:43  |
| 7.  | Another Day         | 3:21  |
| 8.  | Alpha Beta Gaga     | 4:39  |
| 9.  | Biological          | 6:04  |
| 10. | Alone in Kyoto      | 4:51  |

## Musiciens additionnels
- Magic Malik : flûte sur Cherry Blossom Girl
- Jessica Banks : voix sur Cherry Blossom Girl
- Brian Reitzell : batterie sur Surfing on a Rocket
- Jason Falkner : basse sur Surfing on a Rocket
- Lisa Papineau : voix sur Surfing on a Rocket et Biological
- Joey Waronker : percussions sur Surfing on a Rocket et Biological